# Maximilian Arnold
Maximilian Arnold (* 27. května 1994 Riesa, Německo) je německý fotbalový záložník, v současnosti působí v klubu VfL Wolfsburg. Hraje na pozici ofenzivního středopolaře.

## Klubová kariéra
Maximilian Arnold debutoval v profesionálním fotbale v dresu VfL Wolfsburg 26. listopadu 2011 v bundesligovém utkání proti FC Augsburg (porážka 0:2).

## Reprezentační kariéra
Maximilian Arnold reprezentoval Německo v mládežnických kategoriích U16, U17, U18, U19, U20 a U21.
Trenér Horst Hrubesch jej nominoval na Mistrovství Evropy hráčů do 21 let 2015 konané v Praze, Olomouci a Uherském Hradišti. Mladí Němci vypadli v semifinále proti Portugalsku.

Zúčastnil se i Mistrovství Evropy hráčů do 21 let 2017 v Polsku, kde s týmem získal titul (historicky druhý pro Německo). Dostal se do jedenáctičlenné All-star sestavy šampionátu.
V květnu 2014 jej trenér Německa Joachim Löw nominoval do A-mužstva Německa pro přátelský zápas s Polskem. Debutoval 13. května v Hamburku, Německo se rozešlo s Polskem smírně 0:0.